# Psychotria tawaensis
Psychotria tawaensis är en måreväxtart som beskrevs av Elmer Drew Merrill. Psychotria tawaensis ingår i släktet Psychotria och familjen måreväxter. Inga underarter finns listade i Catalogue of Life.